# 1947 en Nouvelle-Écosse
Chronologie de la Nouvelle-Écosse
- 1943
- 1944
- 1945
- 1946
- 1947
- 1948
- 1949
- 1950
- 1951

Cette page concerne des événements survenus en 1947 dans la province canadienne de la Nouvelle-Écosse.

## Politique

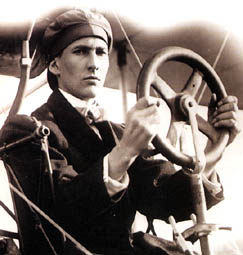
John A.D. McCurdy

- Premier ministre : Angus L. Macdonald
- Chef de l'Opposition :
- Lieutenant-gouverneur : Henry Ernest Kendall puis John Alexander Douglas McCurdy
- Législature :

## Naissances

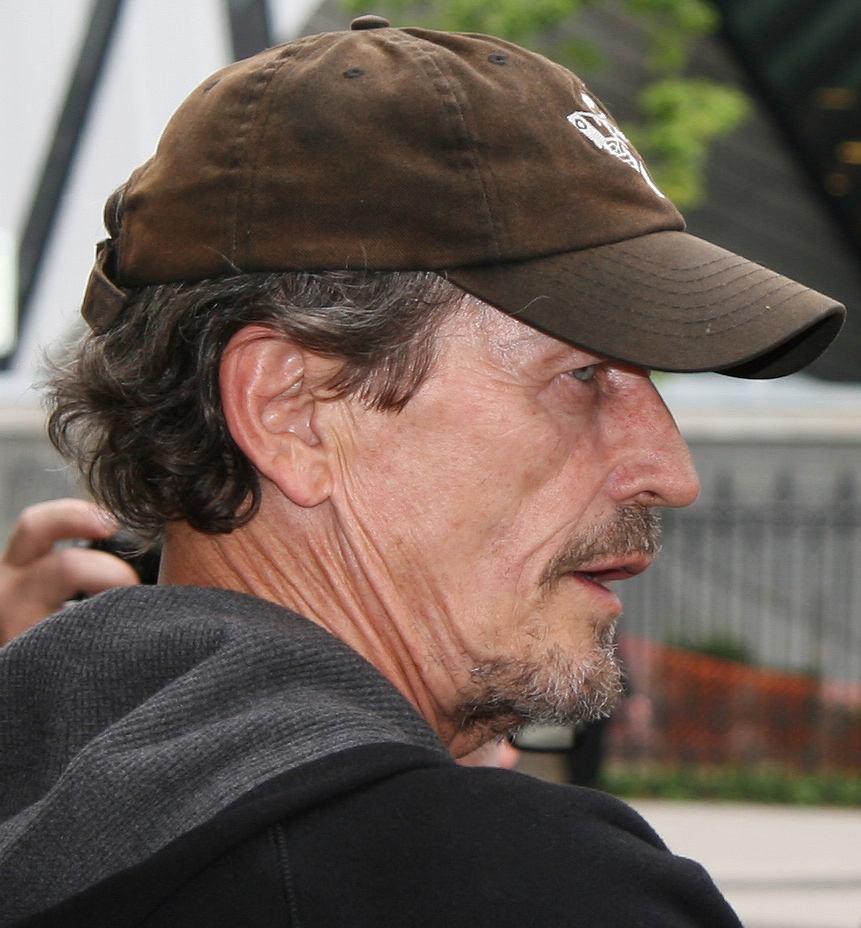
Stephen McHattie.

- 6 janvier : Ian Millar, né à Halifax, cavalier canadien, champion du Monde et vice-champion olympique de saut d'obstacles. En raison de la longueur de sa carrière sportive, il est surnommé Captain Canada.

- 3 février : Stephen McHattie, acteur canadien, né à Antigonish.

## Décès
- 25 juin : William Donald Ross (en), lieutenant-gouverneur de l'Ontario.